# John Feistel

John Feistel

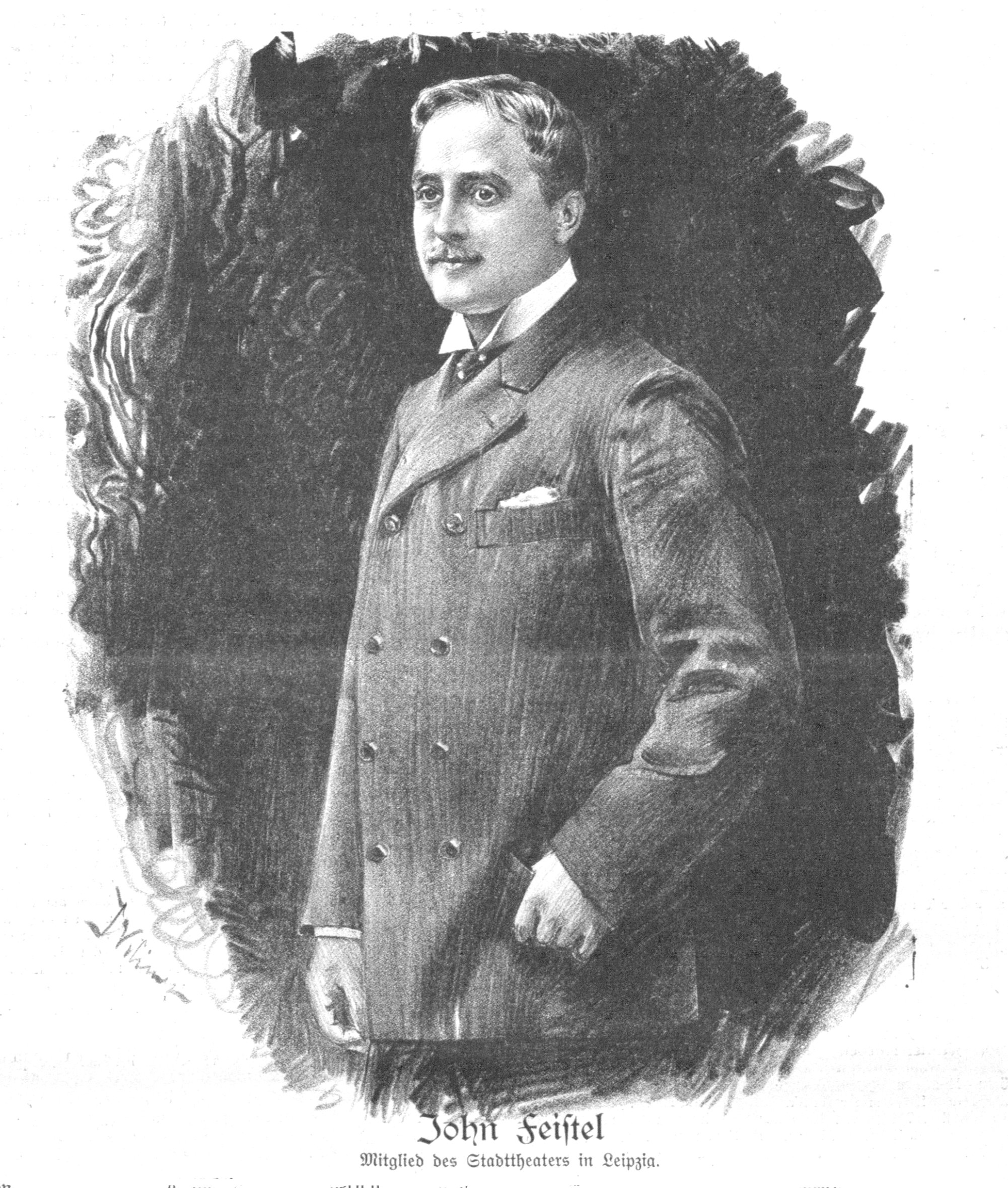
John Feistel im Jahre 1900

Johnŷ „John“ Fritz Hugo Felix Feistel (* 4. November 1872 in Zwickau; † 12. Januar 1951 in Richmond, New York City) war ein deutscher Theaterschauspieler.

## Leben
Feistel begann seine Bühnenlaufbahn 1891 als Volontär am Hoftheater in Dessau, kam 1892 nach Elbing, von dort 1893 nach Oldenburg und 1894 an das Stadttheater in Leipzig.
Ein Jahr später unterbrach er seine schauspielerische Tätigkeit und absolvierte ein Einjährig-Freiwilligenjahr beim 3. Trainbataillon in Spandau. 1897 nahm er sein Engagement in Leipzig wieder auf. Nachdem er drei Jahre lang nur als Nebendarsteller eingesetzt worden war, konnte er sich mit der Rolle als „Fritzchen“ in Leipzig durchsetzen.
1902 wurde er zu einem Gastspiel an das Hofburgtheater geladen („Romeo“ und „Rudoff“ in Rosenmontag). Im selben Jahr schied Feistel aus dem Verband der Leipziger Bühne aus und begab sich auf eine Gastspielreise in die USA, wo er sich schließlich mit seiner Frau Sophie Louise, die er 1897 in Berlin geheiratet hatte, niederließ.
Zu seinen weiteren erfolgreichen Darbietungen gehörten „Mortimer“, „Carlo“, „Prinz von Homburg“, „Bellmaus“, „Leon“ in Weh dem, der lügt, „Phaon“, „Feldt“ in Veilchenfresser etc.
Noch 1932 spielte er am Broadway. Laut der US-Volkszählung von 1940 lebte er bereits zu dieser Zeit mit seiner Ehefrau in Richmond, New York City, und arbeitete als Radio-Sprecher. 1951 starb er dort im Alter von 78 Jahren.